# Vincenzo De Vit
Vincenzo De Vit, I.C. (Mestrino, 10 luglio 1811 – Domodossola, 18 agosto 1892), è stato un lessicografo e latinista italiano.

## Biografia
Laureato in Teologia all'Università di Padova, fu poi insegnante nelle scuole.
Scrisse il Totius latinitatis onomasticon (4 volumi, 1859-87) in appendice al Totius latinitatis lexicon di Egidio Forcellini (6 volumi, 1858-75).
A lungo collaboratore di Antonio Rosmini, polemizzò con Pietro Merlo

## Opere
- Volgarizzamento di una epistola di Seneca tratta da un codice manoscritto della Concordiana di Rovigo, testo di lingua inedito, Rovigo, 1847.
- Sopra un codice sconosciuto del secolo XIV contenente il volgarizzamento delle Istorie di Giustino, da alcuni bibliografi falsamente attribuito a Girolamo Squarciafico, Rovigo, 1849.
- Le antiche lapidi romane della provincia del Polesine, Venezia, Tipografia Perini, 1853.
- Notizie storiche di Stresa colla vita dei santi e beati principali del Lago Maggiore, Casale, Andrea Casuccio, 1854.
- Elogio funebre di Antonio Rosmini, in Cenni biografici di Antonio Rosmini - Onori funebri e testimonianze rese alla sua memoria, Milano, Ditta Boniardi-Pogliani di E. Besozzi, 1857.
- Manifesto d'associazione, Prato, 22 sett. 1857.
- Vita di S. Carlo Borromeo, Milano, Ditta Boniardi-Pogliani di Ermenegildo Besozzi, 1858.
- Memorie storiche di Borgomanero e del suo mandamento, Milano, Tipografia e Libreria arcivescovile - Ditta Boniardi-Pogliani di Ermen. Besozzi, 1859.
- Come si possa difendere la Chiesa cattolica nelle sue preghiere pei defunti incriminate dagli eterodossi, Prato, Tip. F. Alberghetti e C., 1863.
- Distinzione tra i Britanni o Brittoni dell'isola, e i Britanni o Brittoni del continente, in Opuscoli religiosi, letterarj e morali, vol. 10, Modena, Tip. dell'erede Soliani, 1867.

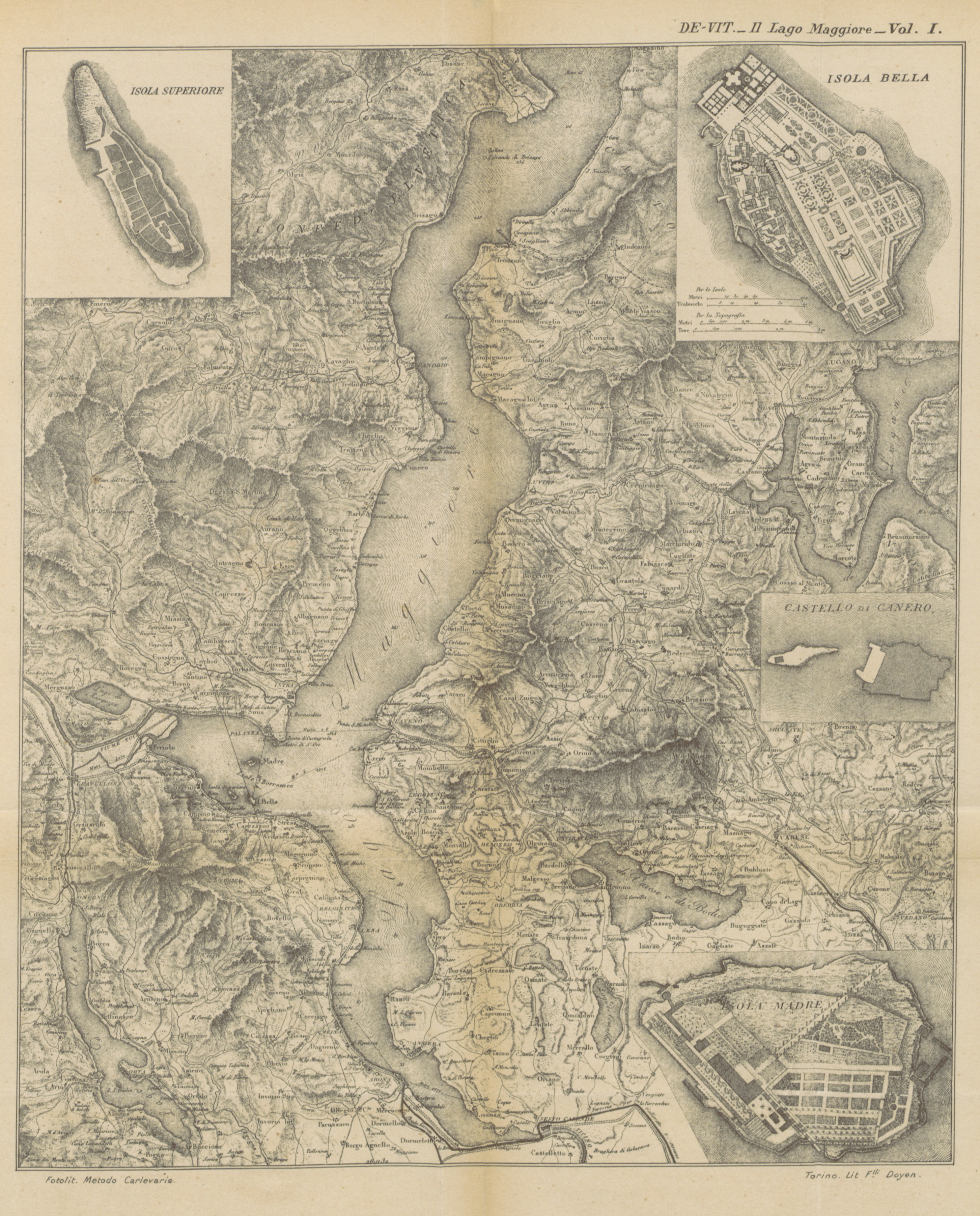
Mappa tratta da Il Lago Maggiore, Stresa e le Isole Borromee

- Il Lago Maggiore, Stresa e le Isole Borromee, Prato, 1875-78 ( volume 1,  volume 2).
- Totius latinitatis lexicon, 1858-75. (6 volumi)
- Totius Latinitatis onomasticon, 1859-87. (4 volumi)
- Opere varie, Firenze, 1875-92. (11 volumi)
- Sulla origine e moltiplicazione del linguaggio, discorsi accademici, Siena, 1888.
- Adria e le sue antiche epigrafi, Firenze, M. Cellini e C., 1888.
- Della via tenuta dai Cimbri per calare in Italia e del luogo della loro sconfitta secondo il Pais, in Atti della Reale Accademia delle scienze di Torino, Torino, 1891.
- La Provincia romana dell'Ossola, ossia delle Alpi Atrezziane, collana Opere varie, vol. 11, Firenze, 1892.